# Chris Potter (hudebník)
Chris Potter (* 1. ledna 1971 Chicago, Illinois, USA) je americký jazzový saxofonista, klarinetista a hudební skladatel. Převážnou část dětství strávil v Columbii v Jižní Karolíně, kde studoval na Dreher High School. Později přesídlil do New Yorku, kde nejprve studoval na The New School a následně na Manhattan School of Music. Podílel na více než 150 albech.

## Výběr z diskografie

### Sólová
- Presenting Chris Potter (1994, Criss Cross Jazz) & John Swana, Kevin Hays, Christian McBride & Lewis Nash
- Concentric Circles (1994, Concord)
- Sundiata (1995, Criss Cross) & Kevin Hays, Doug Weiss & Al Foster
- Pure (1995, Concord)
- Moving In (1996, Concord) & Brad Mehldau, Larry Grenadier & Billy Hart
- Unspoken (1997, Concord) & John Scofield, Dave Holland & Jack DeJohnette
- Vertigo (1998, Concord) & Kurt Rosenwinkel, Scott Colley & Billy Drummond
- Gratitude (2001, Verve) & Kevin Hays, Scott Colley & Brian Blade
- Traveling Mercies (2002, Verve) & John Scofield, Adam Rogers, Kevin Hays, Scott Colley & Bill Stewart
- Lift: Live at the Village Vanguard (2004, Sunnyside) & Kevin Hays, Scott Colley & Bill Stewart
- Underground (2006, Sunnyside) & Adam Rogers, Craig Taborn, Wayne Krantz & Nate Smith
- Follow the Red Line: Live at the Village Vanguard (2007, Sunnyside) & Adam Rogers, Craig Taborn & Nate Smith
- Chris Potter 10: Song for Anyone (2007)
- Ultrahang (2009, ArtistShare) & Adam Rogers, Craig Taborn & Nate Smith
- This Will Be (2001, Storyville)
- Transatlantic (2011, EMI)

### Ostatní
Dave Holland
- Prime Directive (2000, ECM)
- Not for Nothin' (2001, ECM)
- Extended Play: Live at Birdland 2003, ECM)
- Overtime (2005, Dare2)
- Critical Mass 2006, Dare2)
- Live at the 2007 Monterey Jazz Festival (2007, Monterey Jazz Festival Records)
- Pathways (2010, Dare2)
- Archive Series Volume I (2011, Dare2)

Paul Motian
- Reincarnation of a Love Bird (1994, JMT)
- Flight of the Blue Jay (1996, Winter & Winter)
- 2000 + One (1997, Winter & Winter)
- Play Monk and Powell (1998, Winter & Winter)
- On Broadway Vol. 4 or The Paradox of Continuity (2005, Winter & Winter)
- Live at the Village Vanguard (2006 Winter & Winter)
- Live at the Village Vanguard Vol. II (2006, Winter & Winter)
- Live at the Village Vanguard Vol. III (2006, Winter & Winter)

Steely Dan
- Two Against Nature (2000, Giant)
- Everything Must Go (2003, Reprise)

Pat Metheny
- Unity Band (2012, Nonesuch)